# 1153 Wallenbergia
1153 Wallenbergia је астероид главног астероидног појаса са средњом удаљеношћу од Сунца која износи 2,195 астрономских јединица (АЈ).
Апсолутна магнитуда астероида је 12,1 а геометријски албедо 0,216.